# The Wish List
Cet article concerne une organisation politique américaine. Pour le jeu télévisé de TF1, voir Wish List : La Liste de vos envies.

La Wish List est une organisation dont l'acronyme signifie Women In the Senate and House. C'est un comité d'action politique américain destiné à intégrer des femmes pro-choix républicaines à la Chambre des Représentants et au Sénat américain. La Wish List fut fondée en 1992. Il peut être considéré comme la contrepartie de deux autres organisations : Emily's List, dont le but est de faire élire des femmes démocrates pro-choix et de la Susan B. Anthony List, dont le but est de faire élire des femmes pro-life. La Wish List garde de fortes alliances avec d'autres groupes républicains libéraux ou modérés, comme le Republican Majority for Choice, ou les Republicans for Choice.

## Membres
- Directrice, Glenda L. Greenwald
- Présidente, Pat Giardina Carpenter
- Secrétaire, Victoria Toensing (en)
- Trésorière, Maureen H. Lydon

## Sénat
- Susan Collins, Maine
- Olympia Snowe, Maine
- Lisa Murkowski, Alaska
- Kay Bailey Hutchison, Texas

## Gouverneurs
- Linda Lingle, Hawaii
- Jodi Rell, Connecticut